# Friesau
Friesau is een dorp in de Duitse gemeente Saalburg-Ebersdorf in het Saale-Orla-Kreis in Thüringen. Het dorp wordt voor het eerst genoemd in een oorkonde uit 1344. Tot 1933 was Friesau een zelfstandige gemeente die in dat jaar opging in de gemeente Ebersdorf. In 2003 fuseerde die met Saalburg tot de huidige gemeente.
Friesau heeft een weerkerk uit de 12e eeuw. Het gebouw is een beschermd monument.